# Puchuncaví
Puchuncaví is een gemeente in de Chileense provincie Valparaíso in de regio Valparaíso. Puchuncaví telde 18.546 inwoners in 2017 en heeft een oppervlakte van 300 km².
- Virtual International Authority File: 313151595758005470005